# Davide Dal Sasso
Davide Dal Sasso (Asiago, 13 febbraio 1997) è un ex hockeista su ghiaccio italiano, di ruolo attaccante.

## Carriera
Ha giocato per tutta la carriera con la maglia dell'Asiago, ad eccezione di una parte della stagione 2015-2016 disputata in prestito al Pergine.
Dal 2017 è entrato nel giro della nazionale maggiore, dopo aver disputato un mondiale di categoria sia con l'Under-18 (nel 2015) che con l'Under-20 (nel 2016).

## Palmarès

### Club
- Campionato italiano: 2

Asiago: 2019-2020, 2020-2021
- Alps Hockey League: 1

Asiago: 2017-2018

### Giovanili
- Campionato italiano U-20: 2

Asiago: 2013-2014, 2015-2016